# Эрме, Корин
Корин Эрме (Эрме́с, фр. Corinne Hermès, урожд. Корин Миллер (фр. Corinne Miller); род. 16 ноября 1961, Ланьи-сюр-Марн) — французская певица

, победитель конкурса песни Евровидение 1983 года.
Ее карьера началась в 1974 году, когда она выиграла пляжный конкурс в Рокбрюн-сюр-Аржан. В 1979 году дебютировала с синглом «La ville où je vis». В 1983 году представляла Люксембург на конкурсе песни Евровидение с песней «Si la vie est cadeau» и стала его победительницей. Песня заняла четвёртое место во французском, 13-е — в шведском и 14-е — в швейцарском хит-парадах. Ещё два сингла Эрме попадали во французские чарты в 1984 и 1989 годах.
В 2001 году представляла на Евровидении результаты голосования французской телеаудитории. В 2006 году после 9-летнего перерыва записала новый альбом «Vraie».

## Дискография
- 1980 — 36 Front populaire
- 1997 — Ses plus grands succès
- 2006 — Vraie
- 2008 — Si la vie est cadeau — 25 ans